# 欧蒂约勒
欧蒂约勒（法語：Authieule，法語發音：[otjœl]）是法国皮卡第大区索姆省的一个市镇，属于亚眠区。

## 地理
欧蒂约勒（50°8'37"N, 2°22'15"E）面积4.58 平方千米，位于法国上法蘭西大區索姆省，该省份为法国北部沿海省份，北起加来海峡省和北部省，西接滨海塞纳省和大西洋英吉利海峡，南至瓦兹省，东临埃纳省。
与欧蒂约勒接壤的市镇（或旧市镇、城区）包括：杜朗、昂普利耶。

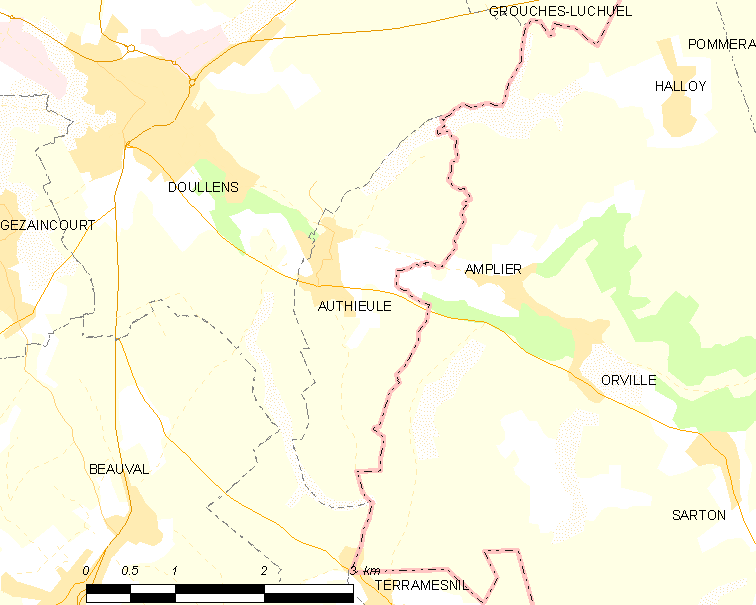
欧蒂约勒的OSM定位图

欧蒂约勒的时区为UTC+01:00、UTC+02:00（夏令时）。

## 行政
欧蒂约勒的邮政编码为80600，INSEE市镇编码为80044。

## 政治
欧蒂约勒所属的省级选区为杜朗县。

## 人口

1962-2008年间欧蒂约勒人口变化图示

欧蒂约勒于2022年1月1日时的人口数量为397人。